# Bu Jiang
Bu Jiang (chiń. 不降) – 11. władca Chin z dynastii Xia, panujący w latach 1980–1922 p.n.e.